# Lincolnton
|  | Per a altres significats, vegeu «Lincolnton (Carolina del Nord)». |

Lincolnton és una població a l'estat de Geòrgia (Estats Units). Segons el cens del 2000 tenia 1.595 habitants.

## Demografia
Segons el cens del 2000, Lincolnton tenia 1.595 habitants, 610 habitatges, i 428 famílies. La densitat de població era de 192,4 habitants/km².
Dels 610 habitatges en un 32,3% hi vivien nens de menys de 18 anys, en un 43,8% hi vivien parelles casades, en un 22,8% dones solteres, i en un 29,8% no eren unitats familiars. En el 27,7% dels habitatges hi vivien persones soles el 15,9% de les quals corresponia a persones de 65 anys o més que vivien soles. El nombre mitjà de persones vivint en cada habitatge era de 2,5 i el nombre mitjà de persones que vivien en cada família era de 3,05.
Per edats la població es repartia de la següent manera: un 26,1% tenia menys de 18 anys, un 8,5% entre 18 i 24, un 28% entre 25 i 44, un 21,4% de 45 a 60 i un 16% 65 anys o més.
L'edat mediana era de 36 anys. Per cada 100 dones de 18 o més anys hi havia 78,9 homes.
La renda mediana per habitatge era de 30.074 $ i la renda mediana per família de 34.943 $. Els homes tenien una renda mediana de 28.750 $ mentre que les dones 19.375 $. La renda per capita de la població era de 15.428 $. Entorn del 15,8% de les famílies i el 19,2% de la població estaven per davall del llindar de pobresa.

## Poblacions més properes
El següent diagrama mostra les poblacions més properes.